# كالمان بلوخ
كالمان بلوخ (بالإنجليزية: Kalman Bloch)‏ هو عازف كلارينيت أمريكي، ولد في 30 مايو 1913 في هارلم في الولايات المتحدة، وتوفي في 12 مارس 2009 في لوس أنجلوس في الولايات المتحدة.

## وصلات خارجية
- كالمان بلوخ على موقع ميوزك برينز (الإنجليزية)
- كالمان بلوخ على موقع ديسكوغز (الإنجليزية)